# Laura De Lorenzis

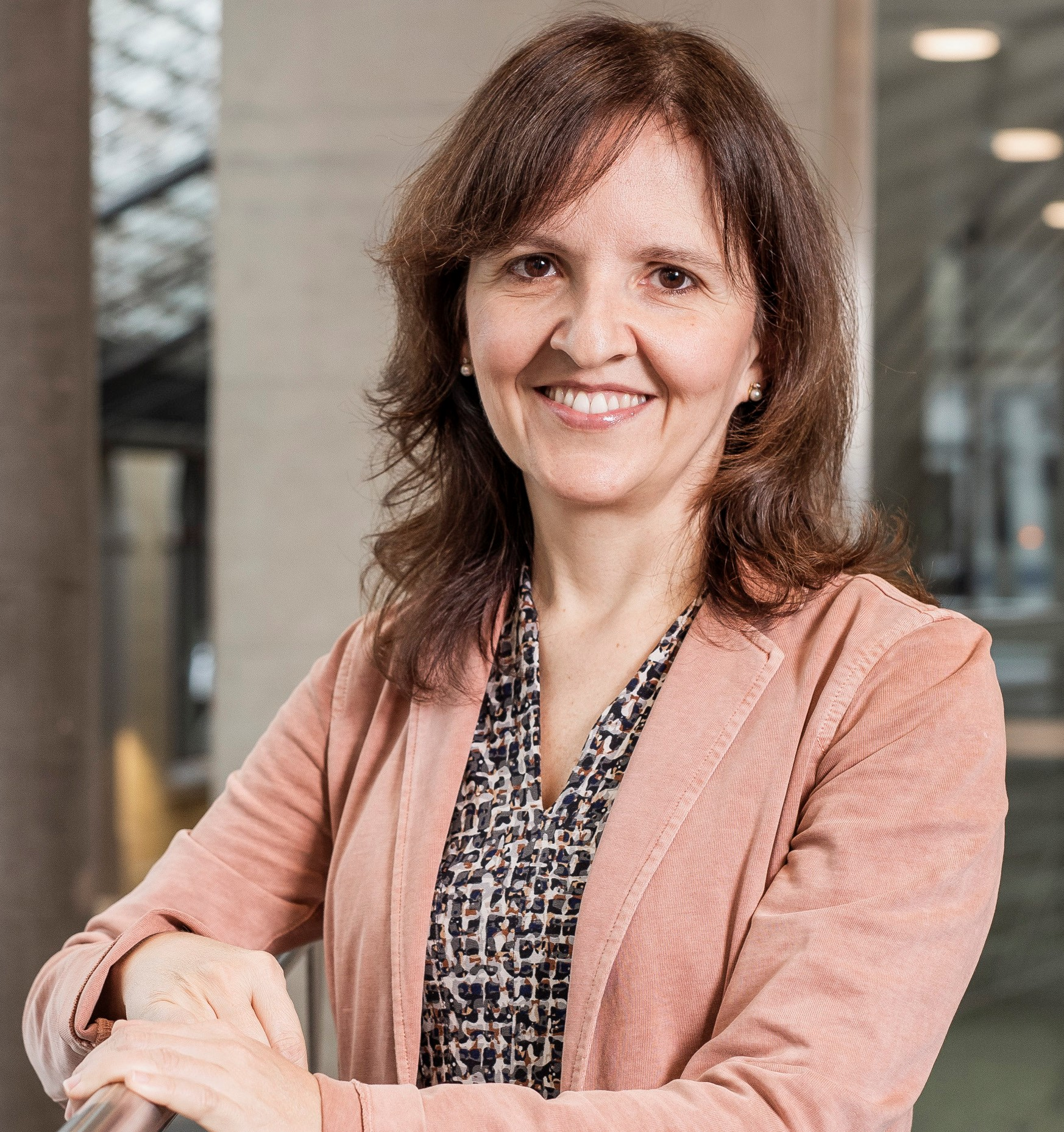
Laura de Lorenzis (2020)

Laura De Lorenzis (* 9. Oktober 1974) ist eine italienische Ingenieurwissenschaftlerin und Hochschullehrerin. Sie ist ordentliche Professorin für Numerische Mechanik an der ETH Zürich.

## Leben und Wirken
De Lorenzis studierte Ingenieurwissenschaften an der staatlichen Università del Salento in Lecce, wo sie auch promoviert wurde. Dort wurde sie zuerst Assistenzprofessorin und dann Associate Professorin für Festkörper- und Strukturmechanik. Im Jahr 2013 wechselte sie an die Technische Universität Braunschweig als Professorin und Direktorin des Instituts für Angewandte Mechanik. Seit 2020 ist sie Professorin für Numerische Mechanik an der ETH Zürich. Zudem wurde sie stellvertretende Vorsteherin des Departements Maschinenbau und Verfahrenstechnik derselben Hochschule.
Während ihrer akademischen Laufbahn wirkte sie als Gast an folgenden Hochschulen: Technische Hochschule Chalmers, Polytechnische Universität Hongkong, Massachusetts Institute of Technology (MIT) als Fulbright Fellow, Gottfried Wilhelm Leibniz Universität Hannover als Alexander von Humboldt Fellow, University of Texas at Austin und der Universität Kapstadt.
De Lorenzis und ihre Gruppe entwickeln mathematische Modelle und rechnergestützte Methoden für die Mechanik von Festkörpern (Numerische Mechanik). Sie führen Experimente durch, um komplexe Phänomene zu beobachten, zu beschreiben und mittels mathematischer Modelle vorherzusagen. Sie wenden insbesondere Phasenfeldmodelle an und entwickeln neue solche Modelle zur Beschreibung von Schäden, Brüchen und Ermüdung sowie von Phasenumwandlungen und chemischen Reaktionen, die mit der Mechanik gekoppelt sind.

## Weitere Tätigkeiten
- Editor of Computer Methods in Applied Mechanics and Engineering
- Editor of the Journal Mechanics of Materials[4]

## Auszeichnungen (Auswahl)
- seit 2022: Euromech Solid Mechanics Fellow
- seit 2020: Ehrenprofessorin TU Braunschweig
- seit 2017: Mitglied Braunschweigische Wissenschaftliche Gesellschaft
- 2012: IIFC Distinguished Young Researcher Award
- 2011: ERC Starting Independent Researcher Grant
- 2011: RILEM Robert L’Hermite-Medaille
- 2010/2011: Alexander von Humboldt Fellowship für erfahrene Wissenschafter
- 2009: Wissenschaftspreis der Università del Salento
- 2006: Fulbright Fellowship
- 1992: Auszeichnung Alfiere del lavoro als eine der besten 25 Abiturienten Italiens

## Veröffentlichungen
- List of Journal Publications with Laura De Lorenzis as co-author. compmech.ethz.ch. Abgerufen am 3. Juni 2023.
- De Lorenzis, Laura. Research Collection, ETH Zürich. Abgerufen am 3. Juni 2023.
- Laura De Lorenzis: From mechanics to data – and back again. Einführungsvorlesung. Videoportal der ETH Zürich, 6. Dezember 2021.